# بلندی‌های بایکال شمالی
بلندی‌های بایکال شمالی (روسی: Северо-Байкальское нагорье) یک رشته‌کوه در بوریاتیای کشور روسیه است.